# Молодий Адам
«Молодий Адам» (англ. Young Adam) — роман Александера Троккі, написаний 1954 року. У творі оповідається про Джо, молодого чоловіка, який працює на річкових баржах у Ґлазґо. Одного разу Адам помічає тіло жінки, водою прибите до баржі. Роман розгортається навколо стосунків Джо та його товаришів з баржі — чоловіка та жінки. З ходом роману стає зрозумілішим, що Джо пов'язаний із знайденою мертвою жінкою. Звідси походить приказка «Я скинув власну шкіру та сховався в тумані».
Уперше українською мовою твір вийшов 2018 року у видавництві «Komubook» у перекладі Павла Шведа і дизайном обкладинки від Марини Кізілової.
За мотивами роману 2003 року було знято однойменний фільм із Юеном Мак-Ґреґором та Тільдою Свінтон у головних ролях.